# Portarlington
Portarlington is een plaats in het Ierse graafschap County Laois. De plaats telt 7092 inwoners.